# 🇫🇷
🇫🇷 is een Unicode vlagsequentie emoji die gebruikt wordt als regionale indicator voor Frankrijk. De meest gebruikelijke weergave is die van de vlag van Frankrijk, maar op sommige platforms (waaronder Microsoft Windows) ziet men de letters FR.
De vlagsequentie is opgebouwd uit de combinatie van de Regional Indicator Symbols 🇫 (U+1F1EB) en 🇷 (U+1F1F7), tezamen de ISO 3166-1 alpha-2 code FR voor Frankrijk vormend.
Deze emoji is in 2010 geïntroduceerd met de Unicode 6.0-standaard.

## Gebruik

De landsvlag van Frankrijk

Deze emoji wordt gebruikt als regionale aanduiding van Frankrijk. Het symbool wordt ook wel in een wat scabreuzere context gebruikt, de sequentie  🇫🇷💋 staat voor het Engelse french kiss oftewel tongzoenen.

## Codering

De Twemoji-implementatie

### Unicode
In Unicode vindt men de 🇫🇷 met de codesequentie U+1F1EB U+1F1F7 (hex).

### Shortcode
Er zijn shortcodes  voor 🇫🇷; in Github kan deze opgeroepen worden met :france:,  in Slack kan het karakter worden opgeroepen met de code :flag-fr:.